# مضر (الرياشية)

تعديل مصدري - تعديل

مضر هي إحدى قرى عزلة جبل الرياشية بمديرية الرياشية التابعة لمحافظة البيضاء، بلغ تعداد سكانها 1244 نسمة حسب تعداد اليمن لعام 2004.